# ۳۸۲ (پیش از میلاد)
۳۸۲ (پیش از میلاد) ۳۸۲مین سال قبل از تقویم میلادی است.